# 卢克索博物馆
卢克索博物馆是埃及卢克索(古底比斯)的一座考古博物馆。 它位于卢克索的滨海大道上，俯瞰着尼罗河东岸。 

## 成立
1975年，卢克索博物馆落成，这是一栋两层楼的建筑。 卢克索博物馆展出的文物范围比开罗埃及博物馆的国家主要藏品要有限得多。然而，这是经过深思熟虑的权衡后的结果。卢克索博物馆的藏品质量很高，布展方式也别出心裁，每个展品有着多语言的介绍标签，深受游客们的喜爱。
该博物馆是由埃及文化部牵头的，1962年，埃及文化部聘请了埃及顶级建筑师穆罕默德·埃尔·哈基姆(Mahmud El Hakim)博士来制定建筑计划，博物馆艺术品的搬入工作随后开始，整个博物馆的建设于1972年至1975年间完成

## 收藏
博物馆展出的物品包第18王朝法老图坦卡蒙( KV62 ) 陵墓的陪葬品，以及1989年在附近卢克索神庙的卢克索秘藏发现的26尊新王国时期的雕像。 2004年3月，两位法老阿赫摩斯一世和拉美西斯一世的木乃伊也被纳入收藏。这之后博物馆进行了扩建，扩建后的博物馆还包括了一个小型游客中心。博物馆的一个重要展出内容是对卡纳克神庙中阿肯那顿神庙的一堵墙的重建工程。除此之外，博物馆藏品中还包括一尊用方解石制成的极具特色的鳄鱼神索贝克和第十八王朝法老阿蒙霍特普三世的双人雕像。 

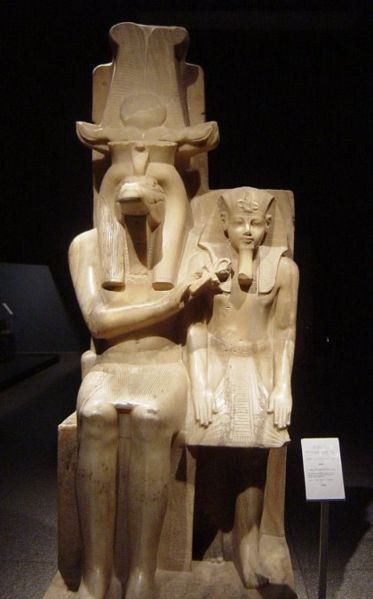
阿蒙霍特普三世和索贝克的双人像
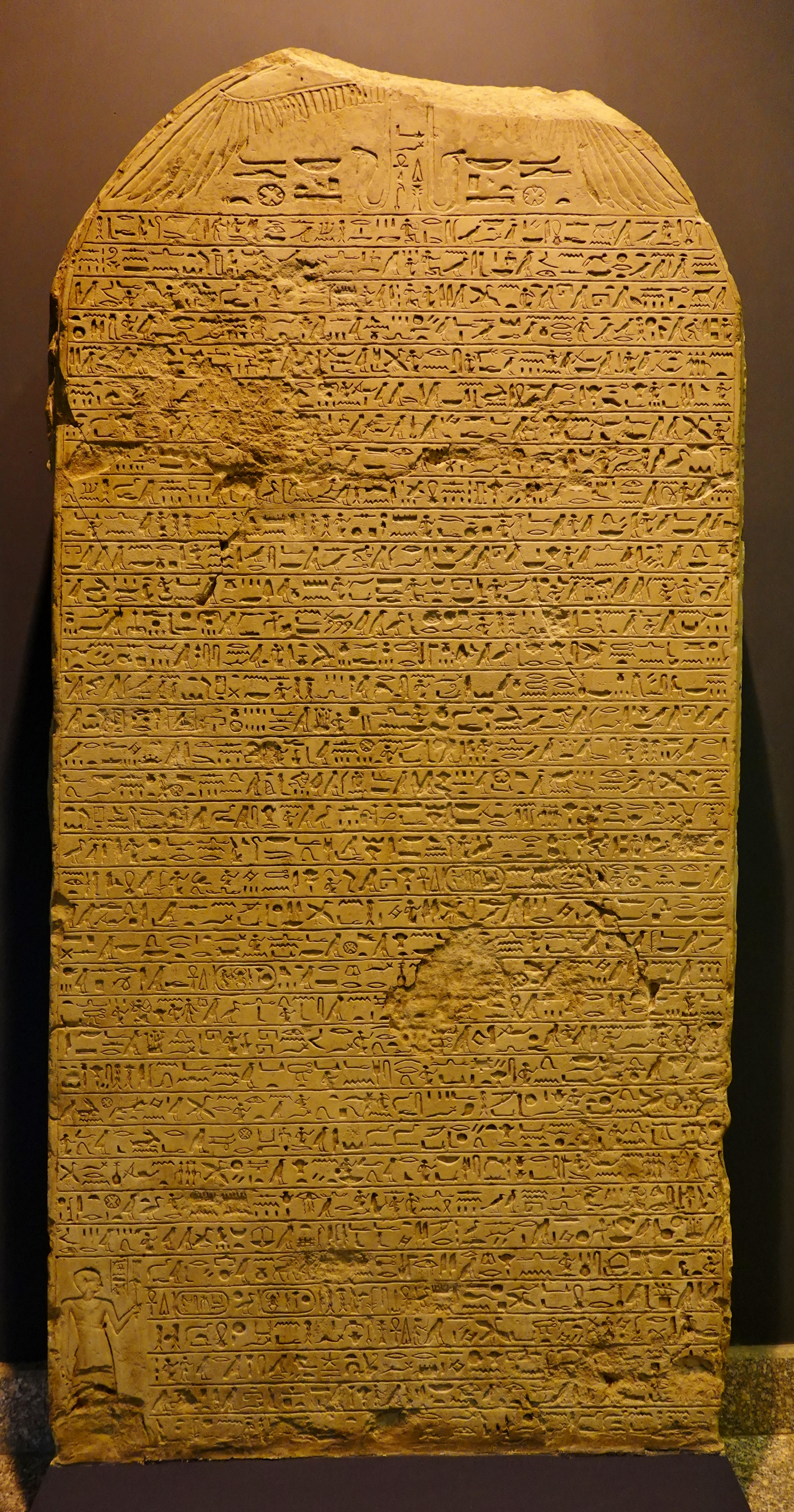
卡摩斯石碑，约公元前1550年
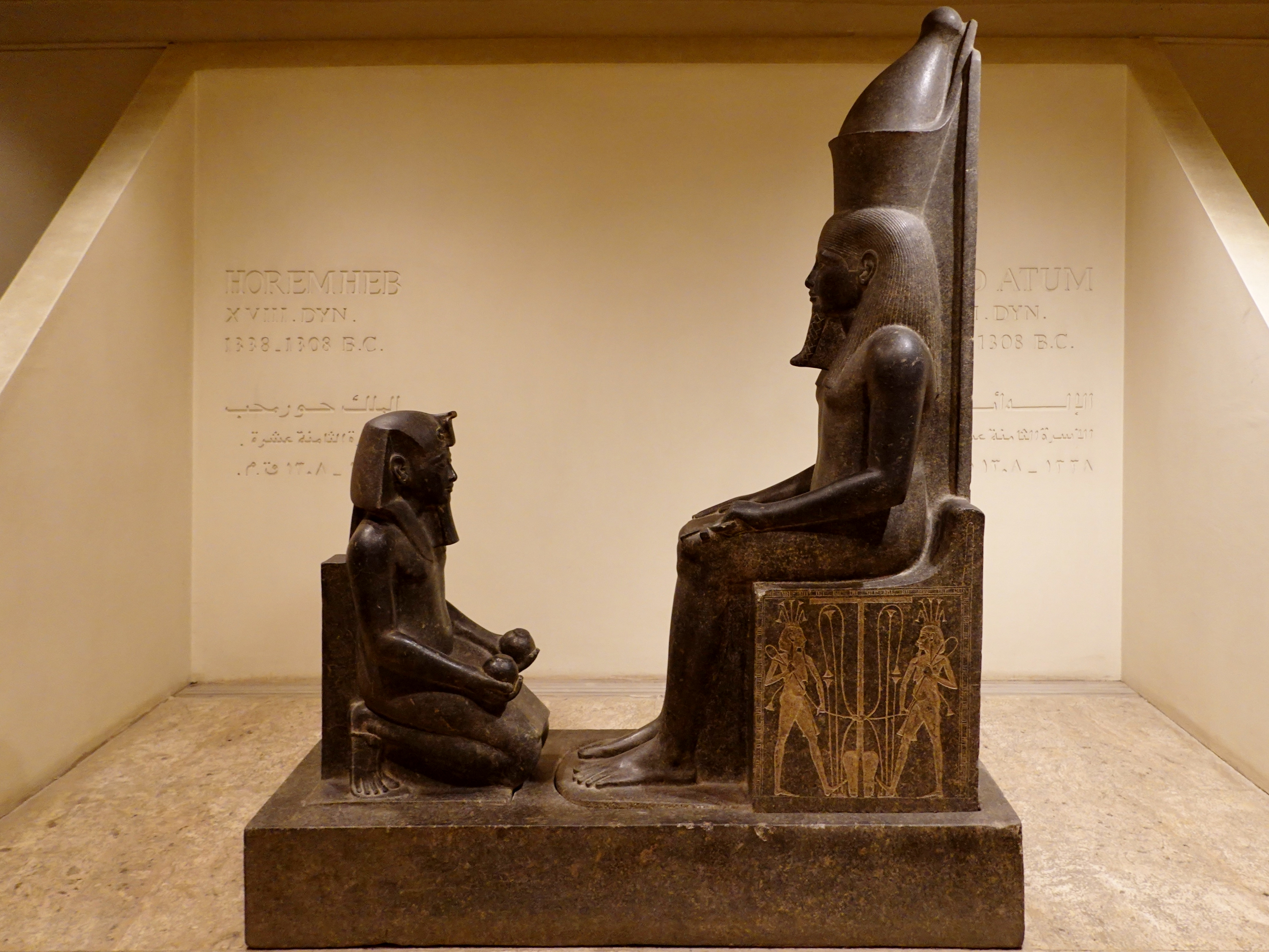
罕见的哈伦海布的跪像
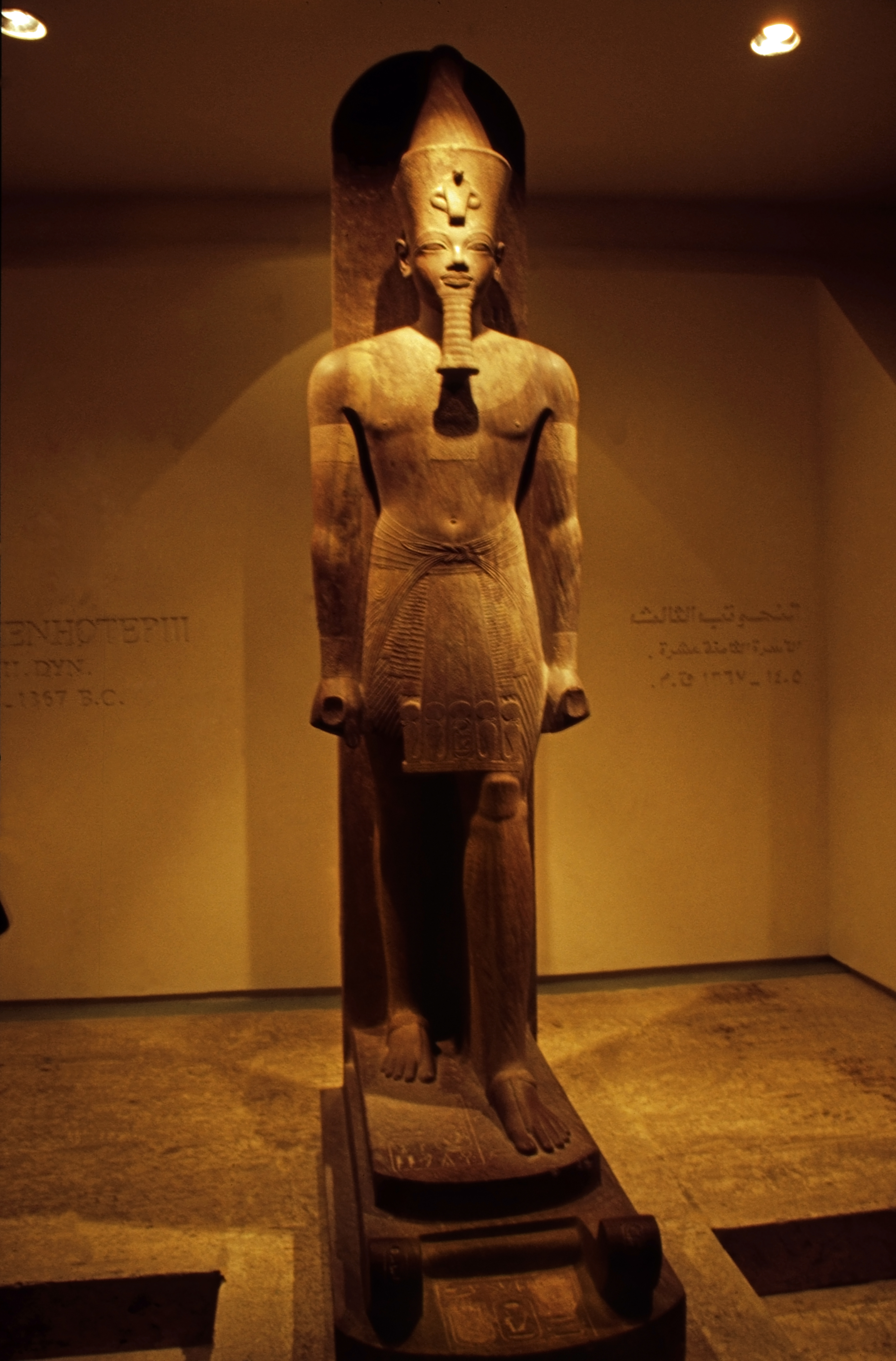
阿蒙霍特普三世站像，约公元前1390-公元前1352年
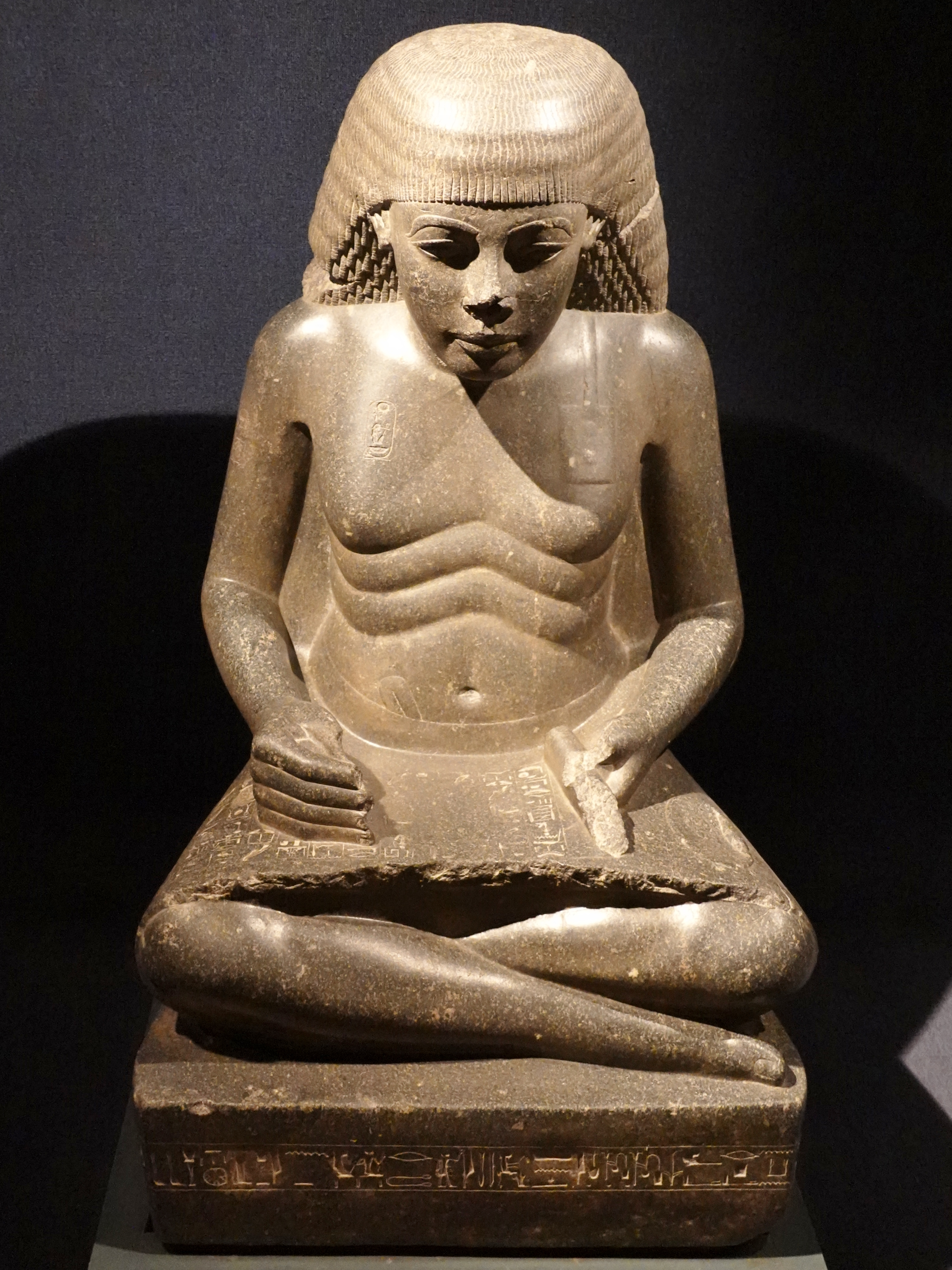
阿孟霍特普的坐像，约公元前1390-公元前1352年
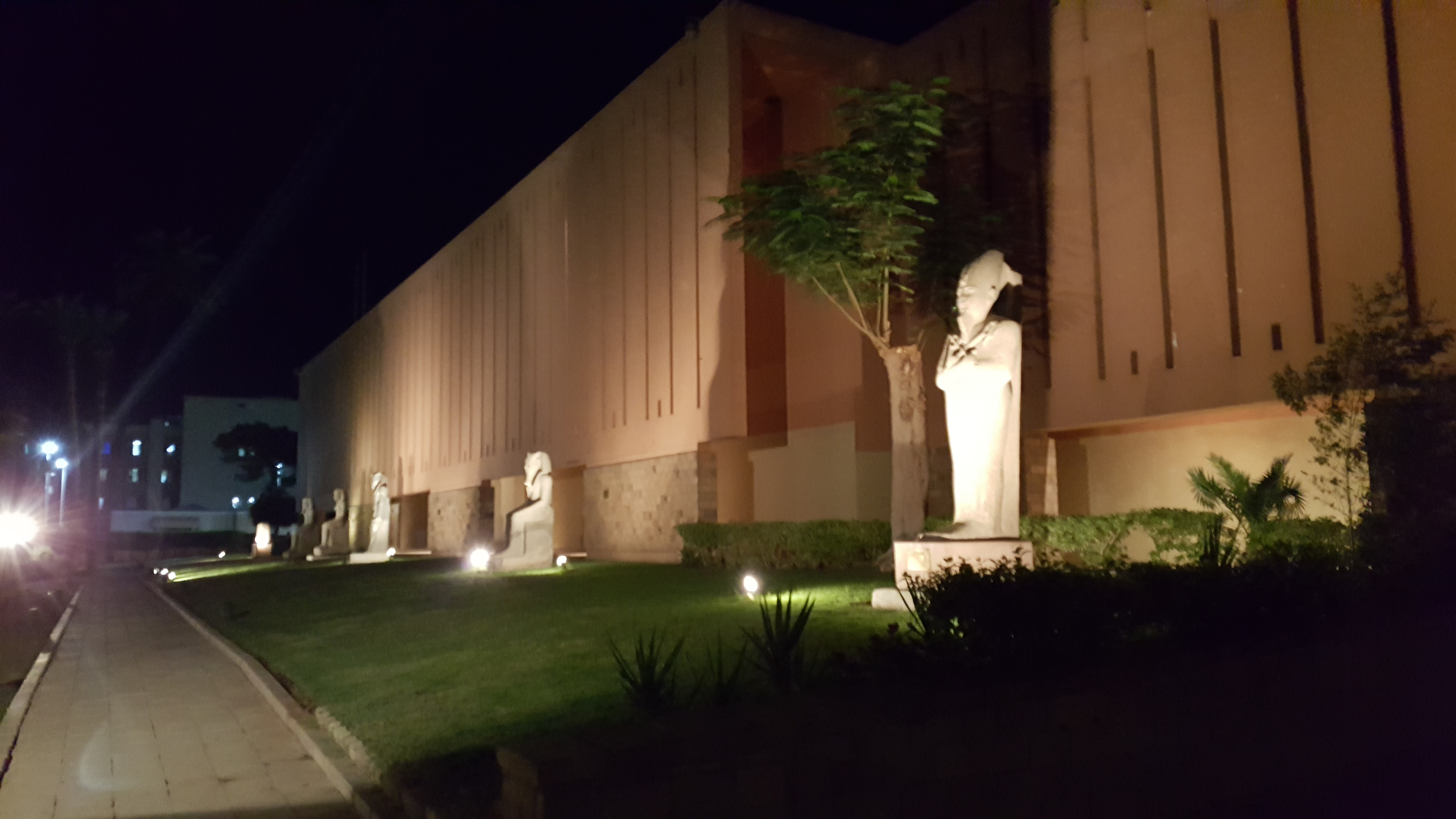
博物馆夜景

## 其他相关
- 埃及古物博物馆列表